# Khadidiatou Seck
Pour les articles homonymes, voir Seck.
Khadidiatou Seck, née le 25 novembre 1967, est une judokate sénégalaise.

## Carrière
Khadidatou Seck participe aux Championnats du monde de judo 1987 à Essen ; elle est éliminée en seizièmes de finale par la Brésilienne Soraia André dans le tournoi toutes catégories.
Aux Championnats d'Afrique de judo 1989 à Abidjan, Khadidiatou Seck remporte la médaille d'or dans la catégorie des plus de 72 kg (poids lourds) en battant en finale l'Algérienne Nacera Nouari, ainsi que la médaille de bronze par équipes.
Elle est médaillée d'argent en plus de 72 kg aux Championnats d'Afrique de judo 1990 à Alger.